# Federació Internacional d'Automatització
La Federació Internacional d'Automatització (en anglès: International Federation of Automatic Control, IFAC) és una organització paraigua sense ànim de lucre de caràcter professional, creada el 1957, que engloba a 49 federacions i organitzacions nacionals en el camp de l'automatització.
L'objectiu de la IFAC és fomentar la ciència i la tecnologia darrere de l'automatització en tots els seus aspectes, incloent els tècnics (enginyeria), físics, econòmic-socials i biològics. La IFAC també tracta de l'impacte de l'automatització industrial en la societat. La seu principal de la federació es troba a Àustria.

## Esdeveniments i Publicacions
La IFAC és una organització molt activa que organitza nombrosos esdeveniments per tot el món, incloent simposis, conferències, tallers i seminaris. El Congrés Mundial d'Automatització se celebra cada tres anys.
L'altra activitat major de la federació són les seves publicacions, una divisió tan àmplia que compta amb la seva pròpia direcció. Aquestes publicacions inclouen des de revistes, procediments i preparatius, butlletins informatius i més. Les seves més conegudes revistes són Automatica, Control Engineering Practice, Annual Reviews in Control, Journal of Process Control, Engineering Applications of Artificial Intelligence, Journal of Mechatronics, Nonlinear Analysis: Hybrid Systems, y IFAC Journal of Systems & Control.

## Premis concedits per la IFAC
IFAC concedeix anualment una gamma de premis:
- IFAC Fellows
- Major Medals
- Giorgio Quazza Medal
- Nathaniel B. Nichols Medal
- Industrial Achievement Award
- Manfred Thoma Medal
- High Impact Paper Award
- Automatica Prize Paper Award
- Control Engineering Practice Prize Paper Award
- Journal of Process Control Prize Paper Award
- Engineering Applications of Artificial Intelligence Prize Paper Award
- Mechatronics Journal Prize Paper Award
- Congress Applications Paper Prize
- IFAC Congress Young Author Prize
- Control Engineering Textbook Prize
- Congress Poster Paper Prize
- Outstanding Service Award